# AS 아인 밀리라
AS 아인 밀리라(프랑스어: Association Sportive Aïn M'lila, (아랍어: جمعية عين مليلة 
)는 1933년에 창단된, 아인 밀리라를 연고로 하는 알제리 축구 클럽이다. 주 색상은 빨간색과 검정을 사용하며, 8,000명의 관중을 수용할 수 있는 투하미 주비르 켈리피 스타디움을 홈구장으로 사용한다. 현재는 인터-리지언스 디비전에 소속되어 있다.

## 선수 명단

### 현역
- 라바 지아드(2018 ~ )